# NV Anhatomirim (M-16)
O NV Anhatomirim é um navio-varredor que foi operado pela Marinha do Brasil e a segunda embarcação da Classe Aratu.

## Construção
Construído na Alemanha pelo Estaleiro Abeking & Rasmussen, na cidade de Lemwerder, seguiu o projeto original da Classe Schütze em uso naquele país. Foi o segundo de uma série de seis embarcações encomendados pela Marinha do Brasil, desta classe.

## Origem do nome
É uma homenagem a Ilha de Anhatomirim localizada no litoral do estado de Santa Catarina. Na língua tupi tem o significado de "pequena ilha do diabo". É o segundo navio a ostentar esse nome na Marinha do Brasil, o primeiro foi a Barca Canhoneira Anhatomirim (1825).